# Hypena deleta
Hypena deleta är en fjärilsart som beskrevs av Otto Staudinger 1892. Hypena deleta ingår i släktet Hypena och familjen nattflyn. Inga underarter finns listade i Catalogue of Life.